# Анвар, Долли
Долли Анвар (бенг. ডলি আনোয়ার, 1 июля 1948, Джессор, Восточная Бенгалия — 3 июля 1991, Дакка) — бангладешская актриса театра, телевидения и кино, писательница и редактор журнала «Saatdin». Она была удостоена Национальной кинопремии Бангладеш за лучшую женскую роль за роль в фильме «Сурджа Дигал Бари» (1979).

## Ранние годы
Анвар была дочерью Нилимы Ибрагим, политической и феминистской активистки, и Мухаммада Ибрагима, врача. Она училась на факультете литературы в Джаганнатх-колледже.

## Карьера
Анвар начала свою карьеру на сцене в 13 лет. В 16 лет она снялась в «Актала Дотала» Муньера Чоудхури и «Родж Родж», первой пьесе и первом драматическом сериале соответственно на телевидении Бангладеш. Позже она играла в пьесах Захира Райхана «Бороф Гола Ноди» и «Арек Пхалгун». Её дебютом в кино стал фильм 1979 года «Сурджа Дигал Бари», удостоенный множества национальных кинопремий. Её вторым и последним фильмом, в котором она играла, был «Дахан» (1986), режиссёр Шейх Ниамат Али.
Анвар оставила актёрское мастерство и начала работать директором рекламного агентства и редактором еженедельника «Саатдин».

## Личная жизнь и смерть
Анвар впервые вышла замуж за Раджу, студенческого лидера, в 1966 году. Затем она вышла замуж за Анвара Хоссейна, фотографа и оператора.
Анвар предприняла попытку самоубийства 3 июля 1991 года и умерла той же ночью в больнице Дакки.